# Auma
Auma là một thị xã ở huyện Greiz, ở bang Thüringen, Đức. Đô thị này có diện tích 30,98 km², dân số thời điểm ngày 31 tháng 12 năm 2006 là 3173 người. Đô thị này tọa lạc 24 km về phía tây nam của Gera.